# Josh Jones (giocatore di football americano 1994)
Josh Jones (Walled Lake, 20 settembre 1994) è un giocatore di football americano statunitense che milita nel ruolo di safety per i Seattle Seahawks della National Football League  (NFL).

## Carriera professionistica

### Green Bay Packers
Jones al college giocò a football alla North Carolina State University dal 2013 al 2016. Fu scelto nel corso del secondo giro (61º assoluto) nel Draft NFL 2017 dai Green Bay Packers. Debuttò come professionista subentrando nella gara del primo turno contro i Seattle Seahawks mettendo a segno un tackle. Nel terzo turno fece registrare 12 tackle e mise a segno i primi due sack in carriera sul quarterback dei Cincinnati Bengals Andy Dalton. La sua stagione da rookie si concluse disputando tutte le 16 partite, di cui 7 come titolare, con 71 placcaggi, 2 sack, un intercetto e 5 passaggi deviati. L'anno successivo terminò con 55 tackle e 2 passaggi deviati in 13 presenze, di cui 5 come titolare.

### Dallas Cowboys
Nel 2019 Jones passò ai Dallas Cowboys dove rimase per una sola stagione giocando sei partite, con due placcaggi.

### Jacksonville Jaguars
Nel 2020 Jones giocò con i Jacksonville Jaguars giocando 13 partite, tutte come titolare, con un massimo in carriera di 83 tackle e il suo secondo intercetto.

### Indianapolis Colts
Nel 2021 Jones disputò la prima parte della stagione con gli Indianapolis Colts, giocando 6 partite, nessuna come titolare, con 2 tackle.

### Seattle Seahawks
Jones concluse la stagione 2021 nella rosa dei Seattle Seahawks, giocando una partita su quattro come titolare, con 11 placcaggi e un passaggio deviato. L'anno seguente trovò maggior spazio, disputando 12 partite (3 come titolare), con 28 tackle, un passaggio deviato e un fumble recuperato.